# Martín Gianoli
Martín Germán Gianoli Abellán (Montevideo, Uruguay; 27 de septiembre de 2000) es un futbolista uruguayo. Juega de defensa y su equipo actual es el Cerro Largo de la Primera División de Uruguay.

## Trayectoria
Gianoli se formó en las inferiores de River Plate y comenzó su carrera como senior en 2019 en el UD Montijo de la Tercera División de España.
Regresó a Uruguay en 2022, y fichó en Cerro Largo onde disputó dos temporadas en la Primera División de Uruguay.
De cara a la temporada 2024, el defensor firmó en Peñarol.

## Selección nacional
Fue seleccionado juvenil por Uruguay.

## Estadísticas
Actualizado al último partido disputado el 7 de abril de 2024.
| Club                  | Div.          | Temporada     | Liga  | Liga  | Copas nacionales | Copas nacionales | Copas internacionales | Copas internacionales | Total | Total |
| Club                  | Div.          | Temporada     | Part. | Goles | Part.            | Goles            | Part.                 | Goles                 | Part. | Goles |
| --------------------- | ------------- | ------------- | ----- | ----- | ---------------- | ---------------- | --------------------- | --------------------- | ----- | ----- |
| Montijo · España      | 4.ª           | 2020-21       | 25    | 2     | —                | —                | —                     | —                     | 25    | 2     |
| Montijo · España      | 4.ª           | 2021-22       | 1     | 0     | 0                | 0                | —                     | —                     | 1     | 0     |
| Montijo · España      | Total club    | Total club    | 26    | 2     | 0                | 0                | 0                     | 0                     | 26    | 2     |
| Cerro Largo · Uruguay | 1.ª           | 2022          | 25    | 1     | —                | —                | 2                     | 0                     | 27    | 1     |
| Cerro Largo · Uruguay | 1.ª           | 2023          | 32    | 2     | —                | —                | —                     | —                     | 32    | 2     |
| Cerro Largo · Uruguay | Total club    | Total club    | 57    | 3     | 0                | 0                | 2                     | 0                     | 59    | 3     |
| Peñarol · Uruguay     | 1.ª           | 2024          | 3     | 0     | —                | —                | 1                     | 0                     | 4     | 0     |
| Peñarol · Uruguay     | Total club    | Total club    | 3     | 0     | 0                | 0                | 1                     | 0                     | 4     | 0     |
| Total carrera         | Total carrera | Total carrera | 86    | 5     | 0                | 0                | 3                     | 0                     | 89    | 5     |

## Palmarés

### Títulos nacionales
| Título              | Club    | País    | Año  |
| ------------------- | ------- | ------- | ---- |
| Torneo Apertura     | Peñarol | Uruguay | 2024 |
| Torneo Clausura     | Peñarol | Uruguay | 2024 |
| Campeonato Uruguayo | Peñarol | Uruguay | 2024 |

## Vida personal
Es hijo de Gabriel Gianoli, Diputado Nacional de Uruguay.